# Szywiełucz
Szywiełucz (ros. Шивелуч) – aktywny wulkan znajdujący się na półwyspie Kamczatka w Rosji, najdalej wysunięty na północ aktywny wulkan tego półwyspu, uważany jest również za jeden największych i najaktywniejszych wulkanów w tym regionie.
Wulkan uformował się około 60–70 tys. lat temu. Średnica u podstawy wulkanu wynosi około 45–50 km, zajmuje powierzchnię około 1300 km, najwyższy punkt obiektu znajduje się na wysokości 3307 metrów. Zbudowany jest z bazaltów i andezytów. Do wysokości 700 m pokryty jest lasami (brzoza Ermana) i kosolimbą, do wysokości 1500 m – łąkami górskimi. Pobliże wierzchołka pokrywa lawa i popiół.
Cechuje go duża aktywność (wybuchy m.in. w 1790, 1854, 1879–1883, 1896–1898, 1905, 1927–1929, 1944–1950, 1964, 1980–1981, 1993–1995, 2001–2003, 2004–2005, 2010, 2023). Spośród nich można wyróżnić dwie najsilniejsze erupcje, które udokumentowano jako katastrofalne w skutkach, jedna z nich miała miejsce w 1854 roku, druga natomiast 12 listopada 1964 roku, kiedy to słup popiołów unoszących się nad wulkanem sięgał wysokości 15 km, a wybuch kopuły wulkanicznej spowodował lawiny gruzowe. Ostatni okres wzmożonej aktywności wulkanu rozpoczął się w 1999 roku i trwa do tej pory (2023).
11 kwietnia 2023 nastąpił wybuch, który spowodował ogromną chmurę pyłów o wysokości do 16 km.